# Henderson (Louisiana)
Henderson és una població dels Estats Units a l'estat de Louisiana. Segons el cens del 2000 tenia 1.531 habitants.

## Demografia
Segons el cens del 2000, Henderson tenia 1.531 habitants, 546 habitatges, i 408 famílies. La densitat de població era de 354 habitants/km².
Dels 546 habitatges en un 39,9% hi vivien nens de menys de 18 anys, en un 53,1% hi vivien parelles casades, en un 15% dones solteres, i en un 25,1% no eren unitats familiars. En el 21,8% dels habitatges hi vivien persones soles el 9,5% de les quals corresponia a persones de 65 anys o més que vivien soles. El nombre mitjà de persones vivint en cada habitatge era de 2,8 i el nombre mitjà de persones que vivien en cada família era de 3,24.
Per edats la població es repartia de la següent manera: un 29,8% tenia menys de 18 anys, un 9,5% entre 18 i 24, un 28,7% entre 25 i 44, un 22,3% de 45 a 60 i un 9,7% 65 anys o més.
L'edat mediana era de 33 anys. Per cada 100 dones de 18 o més anys hi havia 92,3 homes.
La renda mediana per habitatge era de 21.295 $ i la renda mediana per família de 22.891 $. Els homes tenien una renda mediana de 24.265 $ mentre que les dones 17.583 $. La renda per capita de la població era de 13.907 $. Entorn del 24,2% de les famílies i el 29,5% de la població estaven per davall del llindar de pobresa.

## Poblacions més properes
El següent diagrama mostra les poblacions més properes.